# Mamma Mia! Here We Go Again
Mamma Mia! Here We Go Again är en musikalfilm från 2018 i regi av Ol Parker, med manus av Parker, Catherine Johnson och Richard Curtis. Filmen är en uppföljare till Mamma Mia! från 2008, vilken i sin tur baserades på musikalen med samma namn. I filmen medverkar bland andra Amanda Seyfried, Lily James, Christine Baranski, Julie Walters, Pierce Brosnan, Colin Firth, Stellan Skarsgård, Dominic Cooper, Meryl Streep och Cher. Filmen utspelas efter första filmen, men visar också hur Donna Sheridan kom till ön 1979 och hur hon träffade sin dotter Sophies tre potentiella pappor.
Sedan första filmen rönt sådana framgångar hade Universal Pictures länge varit intresserade av en uppföljare. I maj 2017 meddelades att filmen skulle produceras med Parker som regissör och manusförfattare. I juni 2017 bekräftade många av de ursprungliga rollinnehavarna att de skulle medverka, och Lily James fick rollen som Unga Donna i juli samma år. Inspelningen ägde rum mellan augusti och december 2017 i Kroatien, Bordeaux, Stockholm, Oxford, Hampton samt vid Shepperton Studios.
Mamma Mia! Here We Go Again hade premiär på Hammersmith Apollo i London den 16 juli 2018, svensk premiär den 18 juli 2018 och kom till USA och Storbritannien den 20 juli 2018, tio år på veckan efter att första filmen hade premiär.

## Handling
Fem år efter händelserna i Mamma Mia! är Sophie tillsammans med Sky och ska nyöppna sin mamma Donnas hotell. Donna har tragiskt nog avlidit för en tid sedan, och Sophie tillägnar sin mor allt arbete med hotellet, som får namnet "Bella Donna". Sophie störs av att hon inte klarar att göra allting själv som sin mor. Sophie planerar en stor invigningsfest för Bella Donna, men lider av att varken Sky (som rest för att studera hotel management i New York) eller två av hennes pappor, Bill och Harry, inte kan komma. Mammans gamla vänner Tanya och Rosie är dock där, liksom pappa Sam, nu änkling.
Med Tanyas och Rosies hjälp utforskar Sophie mer av sin mammas historia, hur hon träffade Sophies tre presumtiva pappor, kom att uppfostra sitt barn helt på egen hand och hur hon kom att bygga hotellet.
En stor storm hotar ödelägga hela invigningsfesten och alla flyg till Grekland ställs in. Men Sophie överraskas slutligen av att Bill, Harry och Sky alla tre lyckats ta sig dit. Saker ställs på sin spets när en högst oväntad person kommer på visit – Donnas mamma, en kändispersonlighet som försköt Donna för så många år sedan när hon blev gravid med Sophie, men nu tycks villig att axla rollen som mormor – och blivande gammelmormor.

## Rollista
- Amanda Seyfried – Sophie Sheridan, Donnas 25-åriga dotter
- Meryl Streep – Donna Carmichael, Sophies mamma 
  - Lily James – Donna som ung
- Christine Baranski – Tanya Chesham-Leigh, en av Donnas bästa vänner
  - Jessica Keenan Wynn – Tanya som ung
- Julie Walters – Rosie Mulligan, en av Donnas bästa vänner
  - Alexa Davies – Rosie som ung
- Pierce Brosnan – Sam Carmichael, en arkitekt och en av Sophies tre pappor
  - Jeremy Irvine – Sam som ung
- Colin Firth – Harry Bright, en brittisk affärsman och en av Sophies tre pappor
  - Hugh Skinner – Harry som ung
- Stellan Skarsgård – Bill Anderson, en svensk sjöman och reseskribent samt en av Sophies tre pappor
  - Josh Dylan – Bill som ung
- Cher – Ruby Sheridan, Donnas mor
- Dominic Cooper – Sky, Sophies partner
- Andy García – Fernando Cienfuegos
- Omid Djalili – Grekisk hamntjänsteman
- Celia Imrie – Universitetsrektor
- Björn Ulvaeus – Universitetsprofessor (okrediterad)
- Benny Andersson – Barpianist (okrediterad)
- Naoko Mori – Yumiko
- Togo Igawa – Tateyama
- Maria Vacratsis – Sofia
- Panos Mouzourakis – Lazaros
- Gerard Monaco – Alexio
- Anna Antoniades – Apollonia

## Musiknummer
1. "Thank You for the Music" (Tack för alla sånger) - Sophie
2. "When I Kissed the Teacher" (När jag kysste lärarn) - Unga Donna and the Dynamos, Universitetsrektorn
3. "One of Us" (En av oss) - Sophie och Sky
4. "Waterloo" - Unge Harry och Unga Donna
5. "SOS" - Sam
6. "Why Did It Have to Be Me" (Måste det drabba just mig) - Unge Bill, Unga Donna och Unge Harry
7. "I Have a Dream" (Jag har en dröm) - Unga Donna
8. "Kisses of Fire" (Eldiga kyssar) - Lazaros
9. "Andante, Andante" - Unga Donna
10. "The Name of the Game" (Vad har du tänkt dig nu) - Unga Donna
11. "Knowing Me, Knowing You" (Jag är jag, du är du) - Unga Sam och Unga Donna
12. "Mamma Mia" - Unga Donna & the Dynamos
13. "Angel eyes" (Änglablick) - Rosie, Tanya och Sophie
14. "Dancing Queen" - Sophie, Rosie, Tanya, Sam, Bill och Harry
15. "I've Been Waiting for You" (Jag har väntat på dig) - Sophie, Rosie och Tanya
16. "Fernando" - Ruby, Fernando
17. "My Love, My Life" (Mitt allt, mitt liv) - Donna och Sophie
18. "Super Trouper - Ruby, Donna, Rosie, Tanya, Sophie, Sky, Sam, Bill, Harry, Fernando, Unga Donna, Unga Rosie, Unga Tanya, Unga Bill, Unga Sam och Unga Harry

## Mottagande
På webbplatsen Rotten Tomatoes, har filmen fått ett godkännande betyg på 79 procent baserat på 161 recensioner, med en genomsnittlig rankning på 6.2/10. På Metacritic, har filmen en poäng på 60 av 100 baserat på 43 kritiker,  vilket indikerar "blandade eller genomsnittliga recensioner".
Peter Bradshaw från The Guardian betecknade uppföljaren som "konstigt oemotståndlig" och gav den tre av fem stjärnor. Han beskrev sin reaktion på den första filmen som "en kombination av nässlor och böldpest," men erkänner att den här gången, obevekligheten och den större självmedvetna komedin fick honom att le. Han avslutar med: "Mer roligt än jag trodde. Men snälla. Nog nu."